# Haus Opherdicke

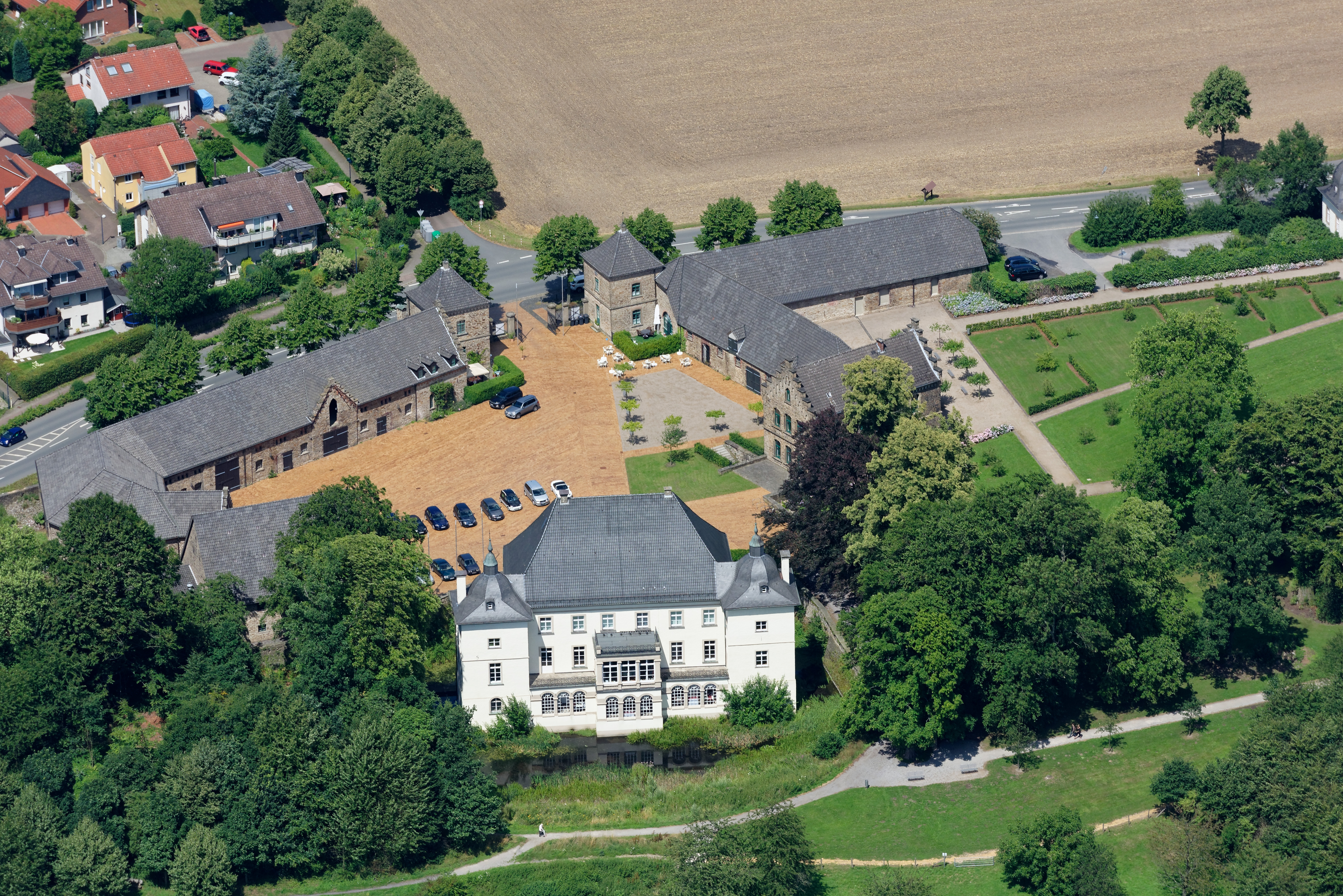
Haus Opherdicke (Luftbild)

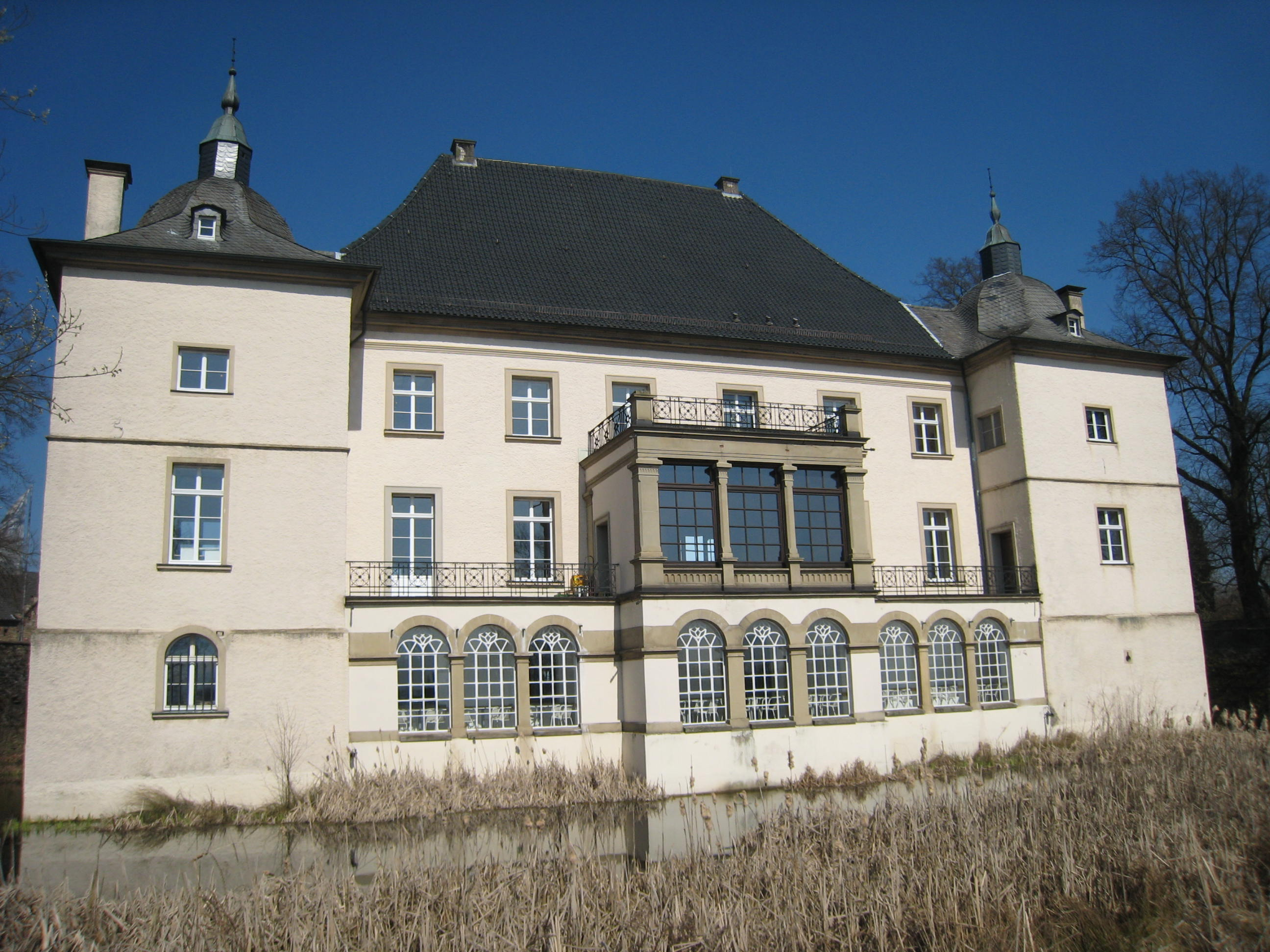
Haus Opherdicke (Südansicht)

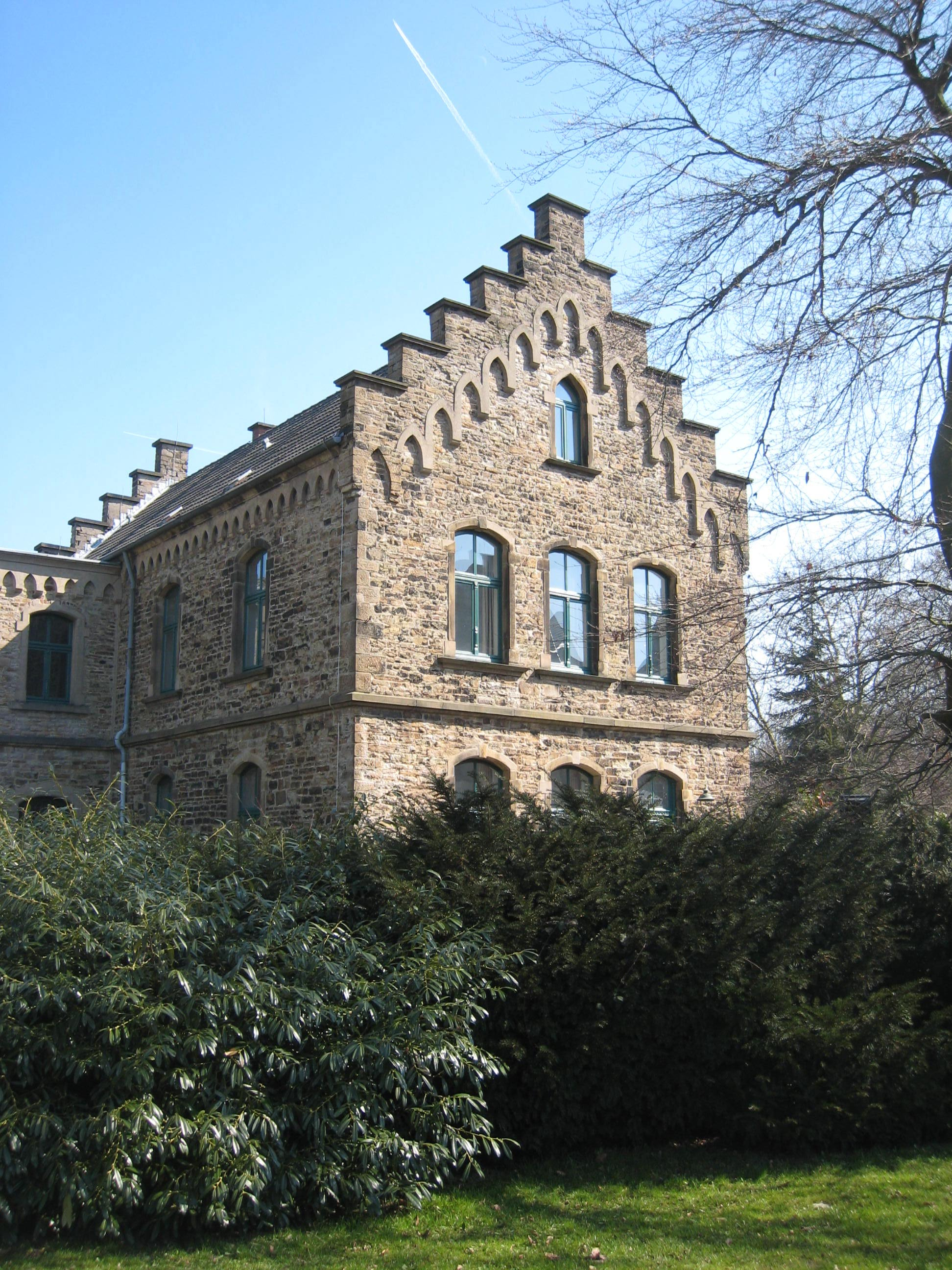
Wirtschaftsgebäude

Haus Opherdicke ist ein Wasserschloss und ehemaliges Rittergut im Holzwickeder Ortsteil Opherdicke. Das Haus steht östlich des Ortskerns auf dem Kamm des Ardeygebirges mit Blick nach Süden ins Tal der Ruhr. Nach dem Erwerb durch den Kreis Unna wurde es 1980 umfangreich saniert und restauriert.

## Geschichte
Erste Erwähnung findet das Gut im Jahre 1176. Heinrich von Herreke aus dem Dortmunder Grafenhaus trug in diesem Jahr dem Kölner Erzbischof seine Besitzung zu Lehen auf, der es nach Heinrichs Tod an die Edelherren von Grafschaft vergab. Diese Familie, die bis 1573 im Besitz von Haus Opherdicke blieb, belehnte wiederum ein Ministerialengeschlecht mit dem Gut, das den Namen Herreke annahm. Nachdem im 15. Jahrhundert durch Heirat die Gruwel und Lappe als Erben der Herreke Besitzer wurden, ging das Gut um 1500 an die Kamener Burgmannenfamilie von Fresendorf, von der es 1719 durch Kauf an die von Hane zu Werve gelangte. 1792 erbte der Werler Erbsälzer Franz Caspar von Lilien das Gut, das 1906 sein gleichnamiger Enkel seiner Nichte Eugenie Gräfin Berghe von Trips geborene von Fürstenberg vermachte. Nachdem bereits 1912 Teile des Gutes veräußert worden waren, wurde das Restgut mit dem Haus 1918 an Theodor Regenbogen verkauft.
Bis zum Ende der Monarchie in Preußen 1918 war Haus Opherdicke ein landtagfähiges Gut.
Von 1683 bis 1687 wurde die alte Wasserburg umgebaut und erhielt ihre heutige Gestalt. Im 18. und 19. Jahrhundert entstanden die Wirtschafts- und Nebengebäude, die noch heute in unveränderter Form den Innenhof begrenzen. Der Schlosspark in Form eines englischen Gartens wurde nach Vermutungen des Heimatforschers Reinhold Stirnberg von Maximilian Friedrich Weyhe gestaltet.
Der Kreis Unna erwarb 1980 das Haus Opherdicke (ohne die Landwirtschaft) von den Erben des o. g. Theodor Regenbogen und ließ es umfangreich sanieren und restaurieren. 2011 erfolgte zum zweiten Mal nach Übernahme durch den Kreis Unna eine Phase der Restaurierung und ästhetischen Aufwertung. In einigen Ausstellungs- und Galerieräumen des Hauses sind nun Kunstausstellungen zu sehen, insbesondere mit Werken der Sammlung Frank Brabant; außerdem finden Kammerkonzerte und Ausstellungen zur Klassischen Moderne statt. Auch für Privatveranstaltungen und Tagungen steht das Haus zur Verfügung. Seit September 2020 wird der Schafstall für die Nutzung als Kunstwerkstatt, für die Museumspädagogik und für Lagerräume umgebaut.

## Heimatstube
Die alte Schmiede wurde 1947 durch Umbau einer Wagenremise des Gutes errichtet. Sie steht am westlichen Rand des Gutskomplexes. Von 1947 bis 1990 betrieb der Schmied Ernst Hesse hier eine Huf- und Wagenschmiede. Durch Spenden der Gemeinde Holzwickede, der Sparkasse Unna, der Volksbank Unna, des Museumsamtes in Münster und ehrenamtlicher Arbeit von Mitgliedern des Historischen Vereins Holzwickede e. V. konnte die Heimatstube 2002 eröffnet werden. Heute sind hier auch Werkzeuge anderer Handwerke zu sehen. Zu besonderen Anlässen wird hier auch noch geschmiedet.